# Пак Чжон-э
Пак Чжон-э (кор. 박정애?, 朴正愛?, по системе Концевича: Пак Чонъ-э; старая транскрипция: Пак Ден Ай; в СССР — Вера Цой (Чхве); 1907 — после 1986) — корейская политическая и общественная деятельница. 
В 1960 — 1962 годах министр сельского хозяйства КНДР. 
В 1962 — 1971 годах заместитель председателя Президиума ВНС КНДР. Лауреат Международной Сталинской премии «За укрепление мира между народами» (1951).

## Биография
Пак Чжон-э окончила Ворошиловский учительский техникум в городе Ворошилове (ныне Уссурийск) и уехала в Москву продолжать образование. В Москве училась в МГУ и вскоре отправлена в Корею. По мнению российского исследователя Кореи Андрея Ланькова, была направлена для подпольной работы в Корее Коминтерном. 
С начала 1930-х годов включилась в революционную деятельность Кореи. В 1935 и 1944 годах была заключена в тюрьму японскими колониальными властями.
В 1945—1946 годах — член ЦК Коммунистической партии Кореи. В 1946—1970 годах член ЦК Трудовой партии Кореи (ТПК). 
В 1946 — 1948 годах заведующая женским отделом ЦК ТПК. В 1946—1965 годах председатель ЦК Союза демократических женщин Кореи.Социалистический союз женщин Кореи В 1948—1972 годах депутат Верховного народного собрания КНДР. 
В 1948 — 1971 годах член Президиума ВНС КНДР. 
В 1950 — 1953 годах секретарь ЦК ТПК, в 1953 — 1961 годах заместитель председателя ЦК ТПК; в 1951 — 1970 годах член Политкомитета ЦК ТПК. Активно участвовала в подавлении внутрипартийной оппозиции. С 1950 года — заместитель председателя Всекорейского национального комитета защиты мира и член ВСМ.
В 1968 году попадает в опалу, её имя перестаёт упоминаться, а изображения удаляются с архивных фотографий. Несмотря на это, она вновь появляется в конце 1980-х годах в официальной хронике, хотя и на малозначительных ролях.
Её дочь Пак Сонхы (Pak Sun-hui), как и её мать, в начале 2000-х гг. занимала должность Председателя Центрального комитета Корейской демократической лиги женщин (в настоящее время — Социалистический союз женщин Кореи).